# René Richard Louis Castel
René Richard Louis Castel (6 de octubre de 1758, Vire - 15 de junio de 1832, Reims) fue un poeta y naturalista francés.

## Biografía
Después de estudiar en el Liceo Louis-le-Grand fue elegido como magistrado, fue miembro del departamento de Calvados y la Asamblea Legislativa, donde se sentó entre los moderados constitucionales, y defendió la monarquía y el rey. Fue el primer alcalde de Vire de febrero a julio de 1790.
Nombrado profesor de Belles-lettres en el Louis-le-Grand, publicó en 1797 Plantas , poema didáctico y escribió una ópera, el Príncipe de Catania (1813).

## Honores

### Epónimos
Género
- (Simaroubaceae) Castela Turpin[1] lleva su nombre, en honor a su obra botánica.
- La abreviatura «Castel» se emplea para indicar a René Richard Louis Castel como autoridad en la descripción y clasificación científica de los vegetales.[2]

## Obra
- Histoire naturelle des poissons (con Marcus Bloch)
- Le Prince de Catane, una opera de Voltaire L'Education d'un prince
- Les Plantes, poema de 1797.
- La Forêt de Fontainebleau, poema 1805.
- Suites à Buffon, participación científica 1799-1803